# Warukidul
Warukidul is een bestuurslaag in het regentschap Pekalongan van de provincie Midden-Java, Indonesië. Warukidul telt 2213 inwoners (volkstelling 2010).